# Filmes de 1951 da Monogram Pictures

## Filmes do ano
| Título                  | Estrelado por      | Dirigido por     | Gênero            |
| ----------------------- | ------------------ | ---------------- | ----------------- |
| Abilene Trail           | Whip Wilson        | Lewis Collins    | Faroeste          |
| According to Mrs. Hoyle | Spring Byington    | Jean Yarbrough   | Drama             |
| Blazing Bullets         | Johnny Mack Brown  | Wallace Fox      | Faroeste          |
| Blue Blood              | Bill Williams      | Lew Landers      | Drama             |
| Bowery Battalion        | The Bowery Boys    | William Beaudine | Comédia           |
| Canyon Raiders          | Whip Wilson        | Lewis Collins    | Faroeste          |
| Casa Manana             | Robert Clarke      | Jean Yarbrough   | Musical           |
| Cavalry Scout           | Rod Cameron        | Lesley Selander  | Faroeste          |
| Colorado Ambush         | Johnny Mack Brown  | Lewis Collins    | Faroeste          |
| Crazy Over Horses       | The Bowery Boys    | William Beaudine | Comédia           |
| Elephant Stampede       | Johnny Sheffield   | Ford Beebe       | Aventura          |
| Father Takes the Air    | Raymond Walburn    | Frank McDonald   | Comédia           |
| Flight to Mars          | Marguerite Chapman | Lesley Selander  | Ficção científica |
| Ghost Chasers           | The Bowery Boys    | William Beaudine | Comédia           |
| Gypsy Fury              | Viveca Lindfors    | Christian-Jaque  | Drama             |
| Lawless Cowboys         | Whip Wilson        | Lewis Collins    | Faroeste          |
| Let’s Go Navy!          | The Bowery Boys    | William Beaudine | Comédia           |
| Man from Sonora         | Johnny Mack Brown  | Lewis Collins    | Faroeste          |
| Montana Desperado       | Johnny Mack Brown  | Wallace Fox      | Faroeste          |
| Navy Bound              | Tom Neal           | Paul Landres     | Drama             |
| Nevada Badmen           | Whip Wilson        | Lewis Collins    | Faroeste          |
| Northwest Territory     | Kirby Grant        | Frank McDonald   | Aventura          |
| Oklahoma Justice        | Johnny Mack Brown  | Lewis Collins    | Faroeste          |
| Rhythm Inn              | Jane Frazee        | Paul Landres     | Musical           |
| Sierra Passage          | Wayne Morris       | Frank McDonald   | Faroeste          |
| Stage to Blue River     | Whip Wilson        | Lewis Collins    | Faroeste          |
| Stagecoach Driver       | Whip Wilson        | Lewis Collins    | Faroeste          |
| Texas Lawmen            | Johnny Mack Brown  | Lewis Collins    | Faroeste          |
| The Lion Hunters        | Johnny Sheffield   | Ford Beebe       | Aventura          |
| The Longhorn            | Wild Bill Elliott  | Lewis Collins    | Faroeste          |
| Triple Cross            | Joe Kirkwood       | Reginald LeBorg  | Comédia           |
| Wanted:Dead or Alive    | Whip Wilson        | Thomas Carr      | Faroeste          |
| Wistling Hills          | Johnny Mack Brown  | Derwin Abrahams  | Faroeste          |
| Yellow Fin              | Wayne Morris       | Frank McDonald   | Ação              |
| Yukon Manhunt           | Kirby Grant        | Frank McDonald   | Aventura          |